# Bárium-klorát
A bárium-klorát egy szervetlen vegyület, a klórsav báriumsója. Színtelen kristályokat vagy fehér színű port alkot, és mint minden oldható báriumvegyület, irritáló és mérgező. Jól oldódik vízben, 20 °C-on 100 gramm vízben 33,8 g, 90 °C-on 95 g oldódik fel. Egy molekula kristályvízzel kristályosodik (Ba(ClO3)2 · H2O). 120 °C-on a kristályvizet elveszíti. Zöld lángfestése miatt a bárium-klorátot a pirotechnikában használják fel a láng zöldre festéséhez.

## Kémiai tulajdonságai
Hevítéskor a bárium-klorát először a kristályvizét veszíti el, majd elbomlik. A bomlás során oxigén fejlődik és bárium-klorid keletkezik.
{\displaystyle \mathrm {Ba(ClO_{3})_{2}\rightarrow BaCl_{2}+3\ O_{2}} }
Ha jóddal reagáltatják, klórfejlődés közben bárium-jodáttá alakul.
{\displaystyle \mathrm {Ba(ClO_{3})_{2}+I_{2}\rightarrow Ba(IO_{3})_{2}+Cl_{2}} }
Erős oxidálószer.

## Előállítása
Ha bárium-klorid oldatot elekrtolizálnak, az anódtérben bárium-klorát képződik. Előállítható bárium-hidroxidból is, ha vizes oldatát ammónium-kloráttal hevítik, majd lehűtik és bepárolják.
{\displaystyle \mathrm {Ba(OH)_{2}+2\ NH_{4}ClO_{3}\rightarrow Ba(ClO_{3})_{2}+2\ NH_{3}+2\ H_{2}O} }.

## Felhasználása
A bárium-klorátot más klorátok és klórsav előállítására használják. Tűzijátékokban is alkalmazzák a láng zöldre festéséhez.
A bárium-kloráttal készült villanópor nagyon fényes, kissé zöldes színű és jóval erősebb mint a bárium-nitrát alapú.
Oldatának elektrolízisével készül a bárium-perklorát.